# Szálinger Balázs
Szálinger Balázs (Keszthely, 1990 augusztus 1. –) Móricz Zsigmond-díjas magyar költő. A versekben talál magának formát műfordítások, színpadi darabok megírásánál is.

## Életpályája
Gyermekkorában Alsópáhokon élt, középiskolai tanulmányait a kaposvári Nagyboldogasszony Katolikus Gimnáziumban kezdte és a keszthelyi Vajda János Gimnáziumban végezte 1996-ban. Budapesten 1998-ban a Károli Gáspár Református Egyetemen, majd Kecskeméten is a jogi karra, Pécsen magyar szakra járt, de diplomát az Eötvös Loránd Tudományegyetem művelődésszervező szakán szerzett 2001-ben. 2000–2001-ben Nagyváradon, 2010-ben Kolozsváron élt egy-egy évig.
A 2014-ben alakult Szűcsinger nevű formáció egyik tagja,. Első nagylemeze 2018-ban Ennyit tudtunk segíteni címmel jelent meg.
2021-ben hazaköltözött Keszthelyre.

## Kötetei
mellékes

- Kievezni a vajból (versek, Erdélyi Híradó Kiadó, Előretolt Helyőrség sorozat, Kolozsvár, 1999)[6][7]
- Zalai Passió (vígeposz, Erdélyi Híradó Kiadó Előretolt Helyőrség sorozat, Kolozsvár, 2000)[7][m 1]
(Szerzői magánkiadás, Keszthely, 2022)[8]
- Első Pesti Vérkabaré (versek, Palatinus Kiadó, Budapest, 2002)[9]
- A sík (eposz, Ulpius-Ház Kiadó, Budapest, 2005)[10]
- A százegyedik év (három kisepikai mű,[m 1] Magvető Kiadó, Budapest, 2008)[12]
- M1/M7 (versek, 2003-2009, Magvető Kiadó, Budapest, 2009)
- Köztársaság (líra, dráma, epika; Magvető Kiadó, Budapest, 2012)
- 360° (versek, Magvető Kiadó, Budapest, 2016)[13]
- 361° (versek, Magvető Kiadó, Budapest, 2018)[14]
- Al-dunai álom (Magvető Kiadó, Budapest, 2020)[15]
- Koncentráció (versek, szerzői magánkiadás, Keszthely, 2022)[16]
- És most kelletlen elrugaszkodom (válogatott versek, szerzői magánkiadás, Keszthely, 2023)[17]
- Boldogságunk madara (Tóth Xénia képzőművész képeivel, bibliofil kiadvány, szerzői magánkiadás, Keszthely, 2024)[18]
- Mintha repülnék (Petőfi nyomán a Felföldön) (útirajz, szerzői magánkiadás, Keszthely, 2025)[19][20]

Gyermekirodalom
- Fehérlófia (gyermekdarab, Orpheusz Kiadó, Budapest, 2015)[21][22][23]
- Koala a kiflin hintázik (verses mondókák Kőszeghy Csilla rajzaival, Pozsonyi Pagony Kft., Budapest, 2021)[24]

Műfordítások
- Jean Racine: Atália (Bánföldi Tibor nyersfordítása alapján,[25] dráma, Nemzeti Színműtár,[26] Nemzeti Színház, 2009)[27]
- Leonardo da Vinci meséi (Gyulai Zsófia nyersfordítása alapján, mesék, Vox Nova Kiadó, 2010)[28][29][30]

Egyéb
- Rés a fejben – Szálinger Balázs beszélget Baricz Gergővel (interjúkötet, Ulpius-ház, 2012)[31]
- Hévíz fotóalbum (szerk.: Seres Péter, szöveg: Szálinger Balázs; Zalai T-Ma, Zalakaros, 2017)[32][33]
- Szűcsinger: Ennyit tudtunk segíteni (könyv és CD, Szűcs Krisztiánnal, Rózsavölgyi Kiadó, 2018)[34]

Szerkesztőként
- Zudor János: És egy kicsit tovább (magánkiadás, Nagyvárad, 2001)[35]
- Hévíz irodalmi antológia 2012–2014 (Cserna-Szabó Andrással; Magvető Kiadó, Budapest, 2015)[36]
- A másik forradalom. Alternatív ötvenhat (Cserna-Szabó Andrással; Cser kiadó, Budapest, 2016)[37]
- Nagy Betti: Sírt valaki odakinn (verseskötet, Pannon Tükör Könyvek, Zalaegerszeg, 2018)[38]

## Színház
- Kalevala (drámai költemény; rendezte: Horváth Csaba, Debreceni Csokonai Színház/Fortedanse, 2008)
- Haydn: Philemon és Baucis (műfordítás; rendezte: Kovalik Balázs, Budapesti Tavaszi Fesztivál, 2009)
- Racine: Atália (műfordítás; rendezte: Valló Péter, Nemzeti Színház, 2009)
- Oidipusz gyermekei (dráma; rendezte: Valló Péter, Radnóti Miklós Színház, 2009)
- Sakk-játék (táncjáték, szövegkönyv; rendezte: Horváth Csaba, Gyulai Várszínház/Forte Társulat, 2010)
- Csodálatos mobilvilág (librettó Márta István operájához; rendezte: Szikora János, Magyar Állami Opera/Új Színház, 2010)
- A tiszta méz (drámai költemény; rendezte: Horváth Csaba, József Attila Színház/Forte Társulat, 2010)
- Odaadnám magáért a vesémet (kabaré; rendezte: Szabó Emese, Kolozsvári Állami Magyar Opera, 2010)
- Köztársaság (dráma; rendezte: Telihay Péter, Tomcsa Sándor Színház, Székelyudvarhely, 2013)[39]
(dráma; rendezte: Babarczy László és Sztarenki Pál, Hevesi Sándor Színház, Zalaegerszeg, 2013)[40]
(dráma; rendezte: Horváth Illés, Zsámbéki Színházi és Művészeti Bázis, 2016)[41]
- Fehérlófia (mesedarab; rendezte: Veres András, Budapest Bábszínház, 2013)
- Világszép Nádszálkisasszony (mesedarab; rendezte: Bereczki Csilla, Miskolci Csodamalom Bábszínház, 2014)
- A csodalámpa (mesedarab; rendezte: Rumi László, Mesebolt Bábszínház, Szombathely/Kőszeg, 2014)
- Molière: Amphitryon (átirat Khaled-Abdo Szaida nyersfordítása alapján;[42] rendezte: Hegymegi Máté, Bartók Kamaraszínház, Dunaújváros, 2014)
- Becsvölgye (krimivígjáték; rendezte: Anger Zsolt, Pécsi Nemzeti Színház, 2015)
(dráma; rendezte Mihály Péter, Hevesi Sándor Színház, Zalaegerszeg, 2024)[43]
- Rigócsőr király (mesedarab; rendezte: Veres András, Vojtina Bábszínház, Debrecen, 2016)
- A csillagszemű juhász (mesedarab; rendezte: Markó Róbert, Budapest Bábszínház, 2016)
(mesedarab; rendezte Vidovszky György; Móricz Zsigmond Színház, Nyíregyháza, 2022)[44]
- Lúdas Matyi (mesedarab Fazekas Mihály műve alapján; rendezte: Veres András, Mesebolt Bábszínház, Szombathely, 2017)[45]
(mesedarab Fazekas Mihály műve alapján; rendezte: Markó Róbert; Bóbita Bábszínház, Pécs, 2018)[46]
- A halhatatlanságra vágyó királyfi (mesedarab; rendezte: Markó Róbert, Vaskakas Bábszínház, Győr, 2018)[47]
- Siegfried-idill, avagy Egy barátság vége (kamaradráma; rendezte: Kálloy Molnár Péter, Magyar Állami Opera / Ódry Színpad, Budapest, 2018)[48]
- Zenta, 1697 (rockopera; zene: Szarka Gyula; rendezte: Pataki András; Zentai Magyar Kamaraszínház és Soproni Petőfi Színház, 2018))[49]
- Királyok Könyve (történetek az Árpád-ház idejéből; rendezte: Kovács Géza; Mesebolt Bábszínház, Szombathely; 2019)[50]
- Krizantémok, avagy Liú halála (kamaradráma; rendezte: Szilágyi Bálint; Magyar Állami Opera, 2019)[51]
- A hókirálynő (mesedarab Hans Christian Andersen műve alapján; rendezte: Mihály Péter; Griff Bábszínház, Zalaegerszeg, 2019)[52]
- László király visszatér! (történelmi vígjáték; rendezte: Tóth András Ernő; Pécsi Nemzeti Színház, 2020)[53]
- Királyok könyve – Történetek Szent Margitról (Vojtina Bábszínház, Debrecen; rendezte Kovács Géza; 2021)[54]
- Kályha Kati (dráma, Radnóti Miklós Színház, Budapest; rendezte Rusznyák Gábor; 2022)[55]
- Petőfi Sándor–Szálinger Balázs: Karaffa (vígjáték, Pannon Várszínház, Veszprém; rendezte Vándorfi László, 2023)[56]
- Szent Margit-legenda (zenés bábjáték, Kabóca Bábszínház, Veszprém; rendezte Kovács Géza, 2023)[57]
- Phil Collins (Maros Andrással közösen, vígjáték, Soproni Petőfi Színház, rendezte Hargitai Iván, 2025)[58]

## Díjai, ösztöndíjai
- Móricz Zsigmond-ösztöndíj (2000)
- Sziveri János-díj (2000)
- A Magyar Rádió Petőfi-díja (2001)
- Bródy Sándor-díj (2001)
- Irodalmi Jelen-díj (2002)

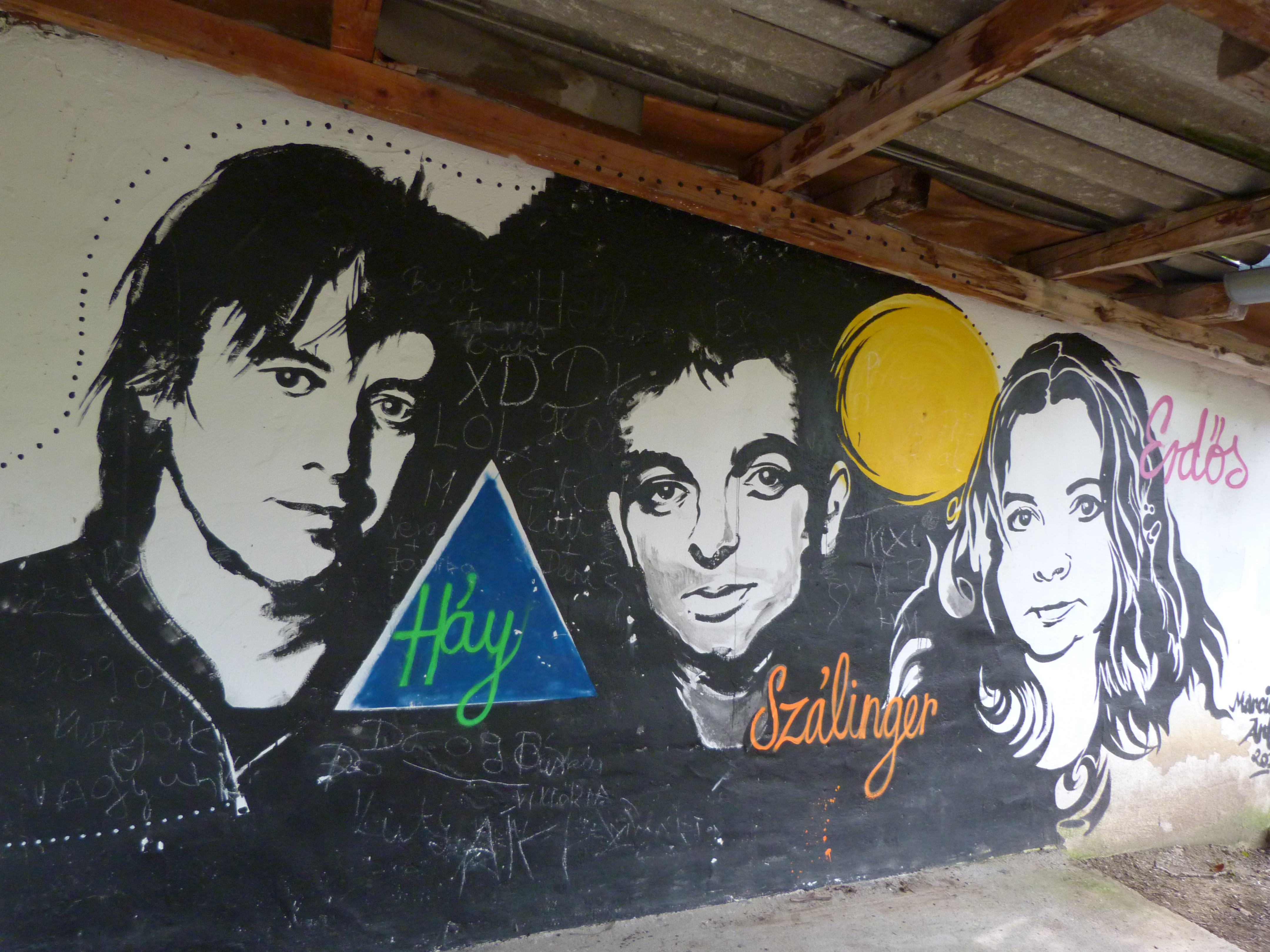
Graffiti Háy Jánosról, Szálinger Balázsról és Erdős Virágról

- Nemzeti Kulturális Alap alkotói ösztöndíj (2007)
- Salvatore Quasimodo-különdíj (2007)
- Vilmos-díj (2008)
- Szép Ernő-jutalom (2008)
- Junior Prima díj (2008)
- Nemzeti Kulturális Alap drámaírói ösztöndíj (2009)
- Zalai Közművelődésért Díj (2009)[59][60]
- Székely Bicskarend (2009)
- József Attila-díj (2010)
- Salvatore Quasimodo-emlékdíj (2010)
- Szabó Magda és Szobotka Tibor Emlékéért Díj (2010)
- Örkény István drámaírói ösztöndíj (2011)[61]
- Az évad legjobb magyar drámája díj Színházi Dramaturgok Céhe (Köztársaság színmű, 2012)
- Artisjus-díj irodalmi díj (Köztársaság kötet,[62][63] 2013)
- Szépíró-díj (Köztársaság kötet, 2013)[64]
- Alsópáhok Kultúrájáért Díj (2013)
- DESZKA különdíj és a zsűri által legjobbnak ítélt író (I. Bábos Drámaíró Verseny – XIX. Magyar Drámaíró Verseny, Hópihe csókja, 2014)[65][66][67]
- Hévíz Város Kultúrájáért díj (2016)[68]
- Méhes György-nagydíj (2016)[69]
- Bárka-díj (2019)[70]
- Térey János-ösztöndíj (2020)[71]
- Pannon Tükör-díj (2020)[72]
- A Pannon Várszínház Karaffa-pályázatának díjazottja (Petőfi Sándor Karaffa-drámatöredékének befejezése, amit 2023 tavaszán be is mutatnak; 2022)[73]
- Baumgarten-emlékjutalom (2023)[74]
- Magyarország Babérkoszorúja díj (2024)